# Гет-Гогеланд
Гет-Гогеланд (нід. Het Hogeland) — муніципалітет на півночі Нідерландів, у провінції Гронінген, на узбережжі Ватового моря.
Утворений 1 січня 2019 року шляхом об'єднання колишніх муніципалітетів Бедюм, Де-Марне, Емсмонд та Вінсюм.

## Топографія

Нідерландська топографічна карта муніципалітету Гет-Гогеланд, квітень 2019

## Населені пункти муніципалітету
Села
- Адорп
- Аудесхіп
- Бафло
- Бедюм
- Варфгейзен
- Варффюм
- Веге-ден-Горн
- Вестерніланд
- Ветсінге
- Вінсюм
- Гауверзейл
- Горнгейзен
- Ден-Андел
- Ейтгейзен
- Ейтейзермеден
- Зандевер
- Зауткамп
- Зейдволде
- Зюрдейк
- Енрюм
- Кантенс
- Клейне-Гейсьєс
- Клостербюрен
- Лауверсог
- Ленс
- Менсінгевер
- Нікерк
- Нордволде
- Олдензейл
- Ондердендам
- Остейнде
- Остерніланд
- Пітербюрен
- Раскверт
- Родесхол
- Роттюм
- Саксюмгейзен
- Сауверд
- Стітсверд
- Тіналлінге
- Улрюм
- Ускверт

Селища
- Бетлегем
- Додстіл
- Емсгавен
- Еппенгейзен
- Нордполдерзейл
- Стартенгейзен

## Визначні мешканці
- Рудольф Агрікола (1443 в Бафло – 1485) — представник раннього німецького гуманізму
- Сіко Мансголт (1908 в Улрюмі – 1995) — нідерландський політик і дипломат, президент Європейської Комісії в 1972 році
- Ар'єн Роббен (нар. 1984 в Бедюмі) — нідерландський футболіст
- Раномі Кромовідьойо (нар. 1990 в Сауверді) — нідерландська плавчиня, олімпійська чемпіонка